# Cestrum olivaceum
Cestrum olivaceum är en potatisväxtart som beskrevs av Francey. Cestrum olivaceum ingår i släktet Cestrum och familjen potatisväxter. Inga underarter finns listade i Catalogue of Life.